# Теорема о ручных многообразиях
Теорема о ручных многообразиях (гипотеза Мардена, гипотезой о ручных концах) — утверждение о том, что любое полное гиперболическое 3-многообразие
с конечной порождающей фундаментальной группой является топологически ручным.
Другими словами, многообразие гомеоморфно внутренности 
компактного 3-многообразия.
Свойство многообразия быть ручным можно рассматривать как свойство его концов многообразия; аналогичное утверждение хорошо известно для размерности два, то есть, для поверхностей.
Однако, как показывает пример рогатой сферы Александера, существуют дикие (не ручные) вложения среди 3-многообразий,
так что это свойство не выполняется автоматически. В 1974 году Марден доказал, что любое геометрически конечное гиперболическое 3-могообразие топологически ручное, и в связи с результатом сформулировал гипотезу о том, что ручным является всякое 3-многообразие с конечной порождающей фундаментальной группой. 
На протяжении последующих лет были получено множество результатов, приближающих подтверждение гипотезы, в частности, Бонахон установил важное достаточное условие для свойства быть ручным в терминах расщепления фундаментальной группы. 
В 2004 году Аголом и, независимо, Калегари и Габаи гипотеза полностью доказана. Доказательство Агола опирается на использовании защеплённой отрицательной кривизны (теорема о сфере) и техники «ломки диска» Канари, которая позволила заменить сжимаемый конец на несжимаемый, для которого гипотеза была уже доказана.
Доказательство Калегари — Габаи основано на существовании определённой замкнутой поверхности с неположительной кривизной.
Результат стал фундаментальным в геометрии бесконечных гиперболических 3-многообразий; в частности, с её помощью была в 2012 году подтверждена гипотеза плотности. Также из результата непосредственно следует выполнение гипотезы Альфорса о мере, которая была открытой проблемой с 1966 года.